# La Chute des rois
 (février 2024).
- Si vous ne connaissez pas le sujet, laissez ce bandeau (vous pouvez alors contacter les auteurs).
- Si vous supprimez le contenu mis en cause (vous pouvez préalablement contacter les auteurs),

argumentez précisément cette suppression dans la page de discussion
(un manque de référence n'est pas un argument ; une recherche réelle de référence doit avoir été effectuée, être formellement documentée).
La Chute des rois (titre original : Fall of Kings), est un roman historique de David Gemmell paru en 2007 en anglais et en 2009 en français (traduction de Rosalie Guillaume pour les éditions Bragelonne).
Il appartient au Cycle de Troie. Il a été terminé par son épouse Stella Gemmell après sa mort le 28 juillet 2006, et publié sous la paternité conjointe de David et Stella Gemmell.

## Résumé
L’ambitieux et cupide Agamemnon a déclaré la guerre à la cité d’or. Sur les champs de bataille autour de Troie les combats font rage et les armées mycéniennes menées contre leur gré par Achille et Ulysse affrontent les armées troyennes menées par Hector et Hélicon. Les amis d’hier sont les adversaires d’aujourd’hui sous le regard d’un roi Priam qui ne croit plus en une possible victoire. Calliadès et Banoclès peuvent-ils à nouveau faire pencher la balance du destin ?

## Personnages
- Hélicon, Prince de Dardanie
- Diomède, jeune demi-frère d’Hélicon
- Priam, roi de Troie sombrant dans la folie
- Hécube, reine de Troie
- Hector, prince de Troie, héros commandant le Cheval (la cavalerie troyenne)
- Andromaque, épouse d’Hector, amante d’Hélicon
- Agamemnon, chef des Mycéniens
- Ulysse, roi d’Ithaque
- Calliadès, mercenaire rallié à la cause troyenne depuis les batailles de Thrace
- Banoclès, mercenaire rallié à la cause de Troie depuis les batailles de Thrace
- Gershom, de son vrai nom Ahmosis, frère de Ramsès et fils de Pharaon

## Commentaires
- Le personnage de Banoclès reprend beaucoup à ceux de Bison (Les Guerriers de l’hiver) et de Beltzer (La Quête des héros perdus).